# 白3号

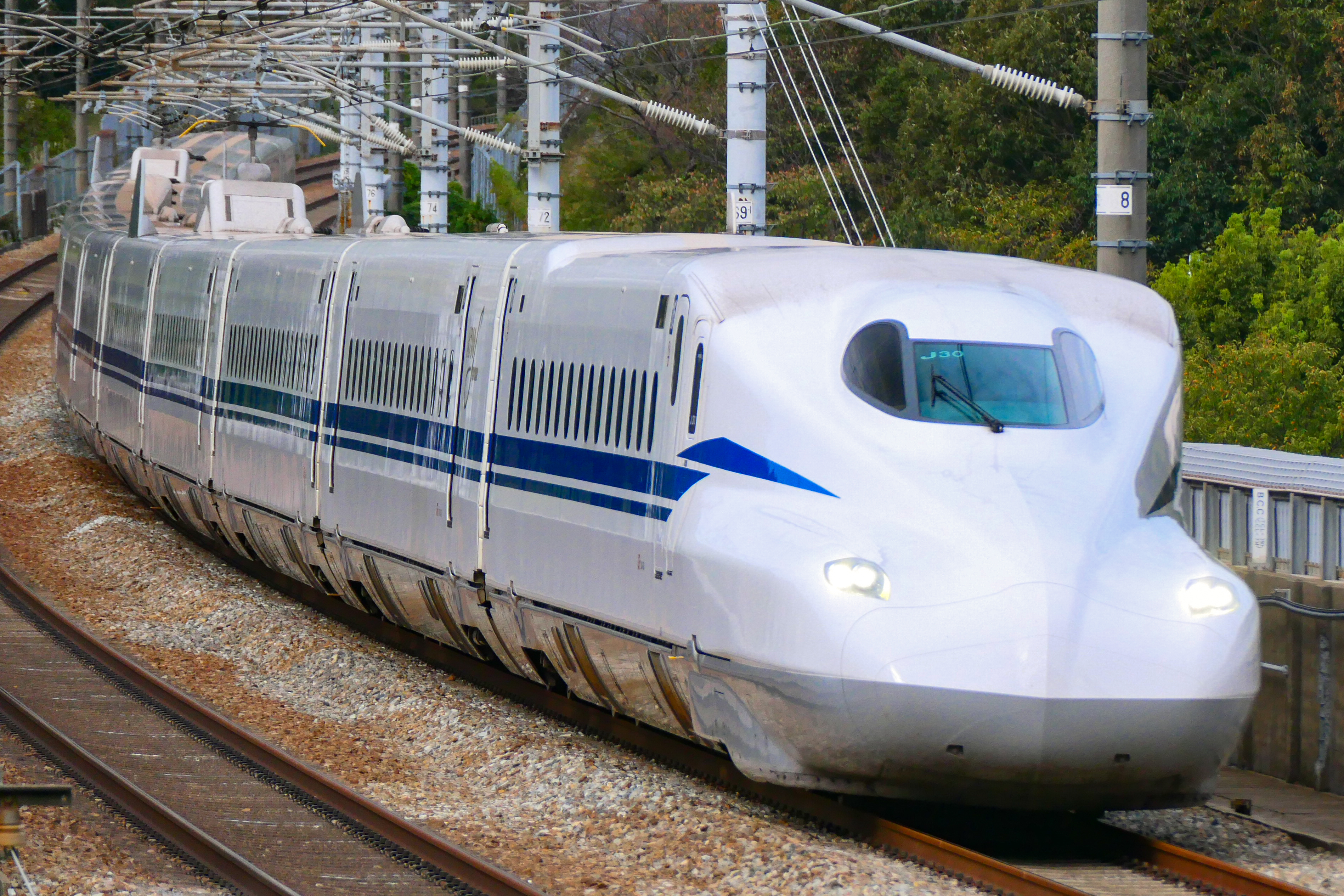
白3号を地色に使用した新幹線N700S

白3号（しろ3ごう）は、日本国有鉄道（国鉄）が定めた色名称の1つである。

## 概要
本色は原色の白にかなり近いが、若干明度を落としている。マンセル値は「N 9.2」。

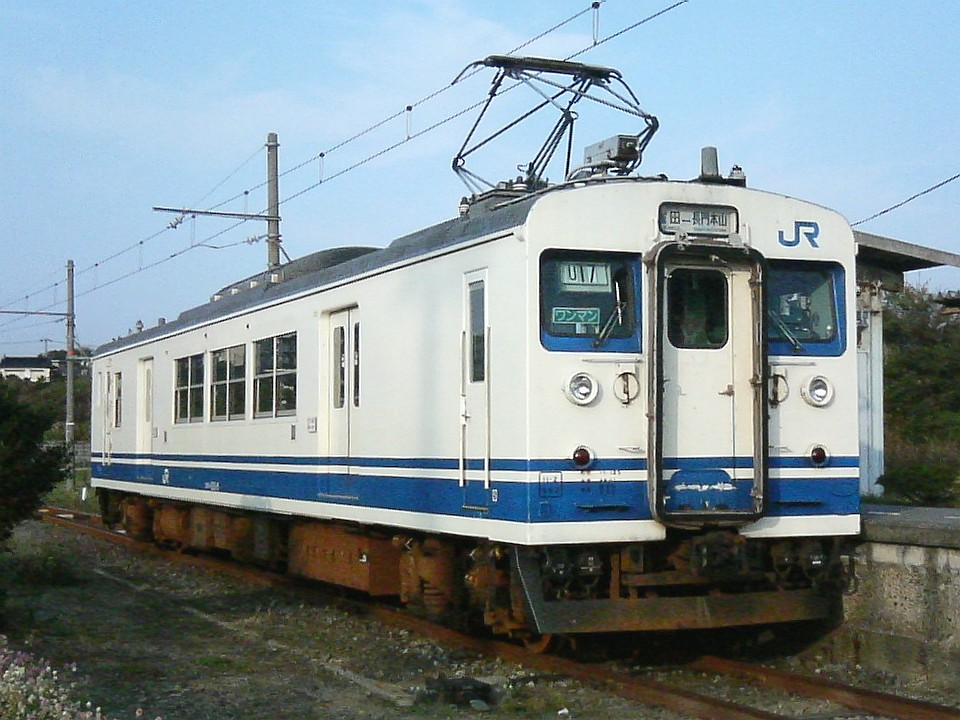
123系電車（広島地区向け）

1985年に登場した新幹線100系の地色として採用されたのが最初である。それまでにも外部色には白に近い色としてクリーム10号が存在し、0系の地色としても採用されていたが、新幹線100系においては「新しい新幹線」をアピールするために、より明るい白を地色とすることになり、本色が登場したものである。本色はその後も東海道新幹線において営業用車両の地色として各形式に採用されている。0系では、JR化後山陽新幹線に登場した「ウエストひかり」用車両が地色を本色に変更し、それ以外の0系においても東海所属車を含め同様に変更された。

## 使用車両
- 新幹線0系電車
- 新幹線100系電車
- 新幹線300系電車
- 新幹線700系電車
- 新幹線N700系電車
- 新幹線N700S系電車
- 国鉄423系電車（F-30編成は本塗色と青20号の帯の組み合わせで1986年7月14日に出場した[1]）。
- JR東海371系電車
- JR西日本221系電車
- JR西日本521系電車
- 国鉄105系電車（JR西日本広島支社配属車）
- 国鉄123系電車（同上）

## 近似色
- クリーム10号
- 灰色9号